# برينيا أندروجينا
برينيا أندروجينا، والمعروفة أيضًا باسم الكاتوك أو عنب الثعلب النجمي أو الورقة الحلوة، هي شجيرة تُزرع في بعض المناطق الاستوائية كخضار ورقي. يمكن أن تصل سيقانها المتعددة والمنتصبة إلى ارتفاعات تصل إلى 2.5 متر، وتحمل أوراقًا بيضاوية ذات لون أخضر داكن يتراوح طولها بين 5 و6 سنتيمترات.
موطنها الأصلي الهند وبنغلاديش والهند الصينية، جنوب الصينبما في ذلك جزيرة هاينان، منطقة ماليزيا، وغينيا الجديدة. تعيش في الغابات الاستوائية وشبه الاستوائية الرطبة ذات الأراضي المنخفضة، حيث تنمو على المنحدرات المغطاة بالشجيرات وعلى أطراف الغابات المشمسة على ارتفاع يتراوح بين 100 و400 متر. وتُزرع أيضًا على ارتفاعات تصل إلى 1,300 متر.
تحتوي برينيا أندروجينا على مستويات عالية من الكاروتينات التي تعتبر طليعة لفيتامين A، خاصة في الأوراق الطازجة المقطوفة حديثًا، بالإضافة إلى مستويات مرتفعة من فيتامينات B وC والبروتين والمعادن. وكلما نضجت الأوراق، زاد محتواها من العناصر الغذائية.
أشارت إحدى الدراسات إلى أن الاستهلاك المفرط لأوراق برينيا أندروجينا النيئة أو عصيرها قد يتسبب في تلف الرئتين بسبب احتوائها على تركيزات عالية من قلويد البابافيرين.

## الاستخدام الثقافي
تُعد برينيا أندروجينا واحدة من أكثر الخضروات الورقية شيوعًا في جنوب وجنوب شرق آسيا، وتتميز بإنتاجية عالية ومذاق مستساغ. يمكن زراعتها خصيصًا للحصول على سيقان صالحة للأكل تُشبه الهليون، باستخدام التسميد المكثف، وتُعرف هذه الطريقة الزراعية باسم "خضار صباح." أما السيقان في حالتها العادية، فهي غير صالحة للأكل.

### أندونيسيا
في إندونيسيا، كانت أزهار وأوراق وثمار برينيا أندروجينا الأرجوانية الصغيرة تُستهلك وتُستخدم تقليديًا منذ العصور القديمة من قبل المجموعات العرقية الجاوية والسوندانية كدواء بديل على شكل جامو (مزيج تقليدي أصله من جزيرة جاوة، طوره الجاويون) لتحسين تدفق الحليب المسدود لدى الأمهات المرضعات. ومن المثير للاهتمام، أن الأبحاث الحديثة حول فعالية هذا النبات أشارت إلى أن مستخلص أوراق برينيا أندروجينا يزيد من تعبير جينات البرولاكتين والأوكسيتوسين بمقدار 15 إلى 25 مرة في الفئران المرضعة.

### ماليزيا
في ماليزيا، يتم قليها عادة مع البيض أو الأنشوجة المجففة.

### فيتنام
في فيتنام، يتم بيع أطراف البراعم في المطبخ واستخدامها بشكل مشابه للهليون؛ حيث يقوم السكان المحليون عادة بطهيها مع لحم السلطعون أو لحم الخنزير المفروم أو الروبيان المجفف لصنع الحساء.

## الاستعمال الطبي
أكدت العديد من الدراسات أن نبات برينيا أندروجينا يحتوي على مركبات نباتية كيميائية بارزة ويتمتع بأنشطة دوائية متنوعة، بما في ذلك الخصائص المضادة للأكسدة، والمضادة للالتهابات، والمضادة للسمنة.
على الرغم من أن السبب الدقيق غير معروف، فقد تم الإبلاغ عن وجود ارتباط بين التهاب القصيبات المسدودة واستهلاك كميات كبيرة من أوراق برينيا أندروجينا غير المطهية أو عصيرها الخام، مما يؤدي إلى فشل رئوي.

## التَغذِيَة
تعتبر برينيا أندروجينا مصدرًا جيدًا للكاروتينات بروفيتامين أ وفيتامين ج وفيتامين ب.

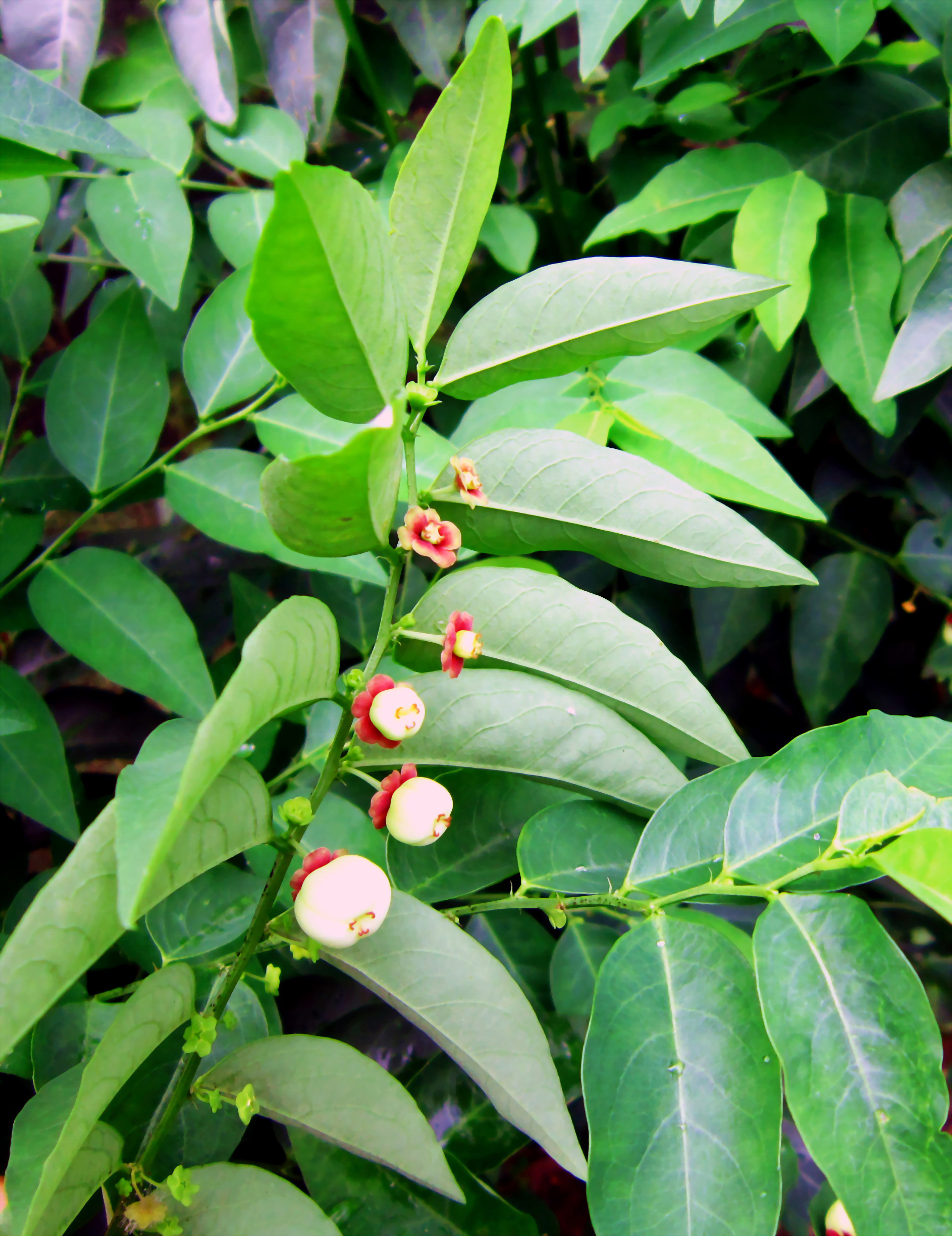
أوراق وثمار بريينيا أندروجينا
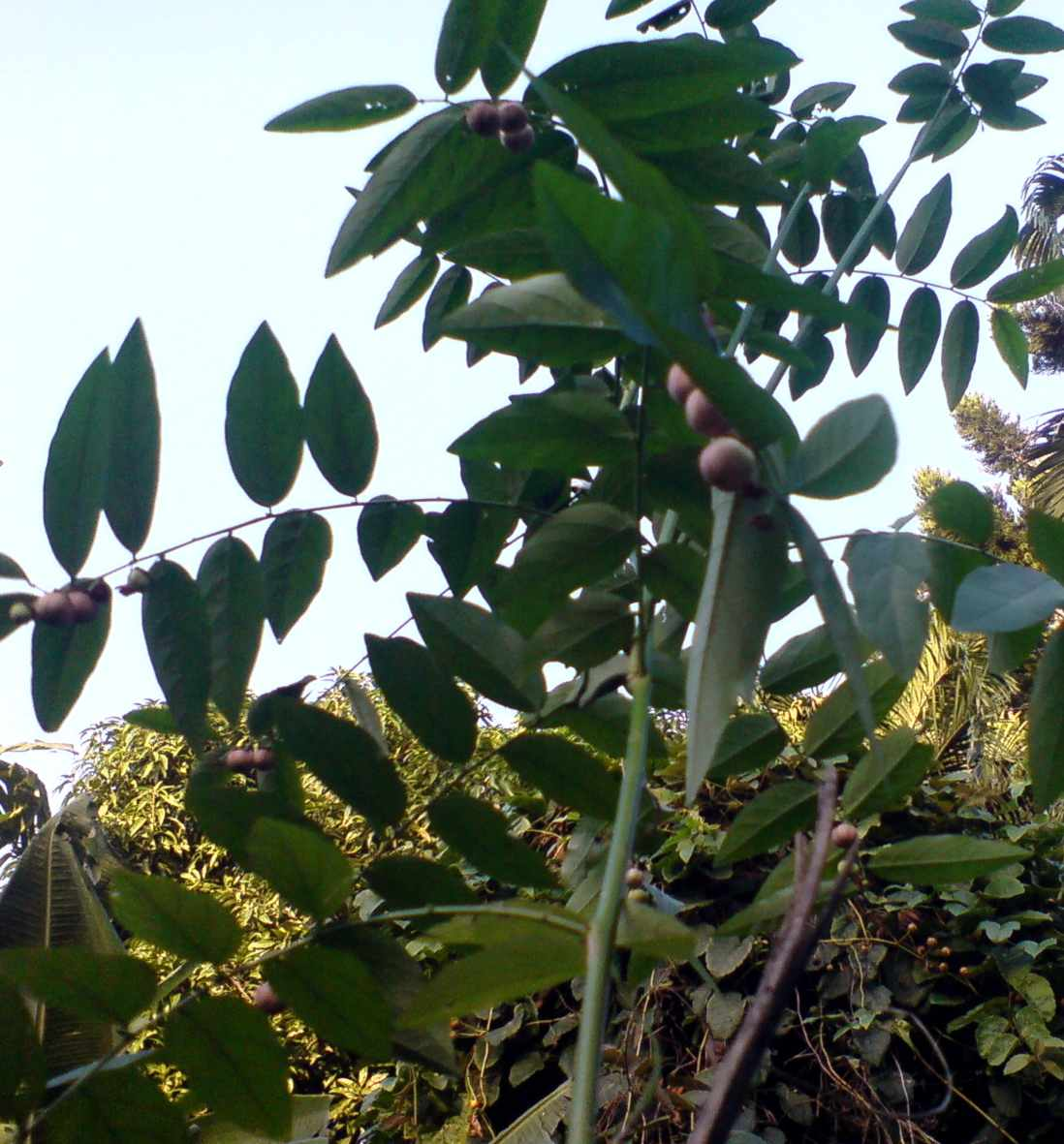
برينيا أندروجينا

## أسماء عامية
- في الصينية يُطلق عليها اسم "ماني كاي" (马尼菜).
- في الفلبينية تُسمى "المالونغاي الصيني".
- في اللغة الإندونيسية تُسمى "كاتوك".
- في اليابانية تُسمى "أمامي شيبا" (アマメシバ).
- في الجاوية تُسمى "كاتوك" (ꦏꦛꦸꦏ꧀).
- في التاميل تُسمى "ثافاسي كيراي" (தவசிக்கீரை).
- في التيلجو تُسمى "تشاكرا موني آكو" (చక్రముని ఆకు).
- في المالايالامية تُسمى "مادورا تشيرا" (باللغة: "سبانخ مادورا") أو "سينجابورا تشيرا" (باللغة: "سبانخ سنغافورة").
- في السنهالية تُسمى "أوراق سنغافورة" (සිංගප්පුරු කොල) أو "جابت باتو" (ජපන් බටු).
- في المالاوية تُسمى "شيكور ماني" (في لغة الملايو الماليزية)، أو "آسين آسين" و "كانغوك ماني" (في المالاوية بروناي).
- في اللغة السوندية تُسمى "كاتوك" (ᮊᮒᮥᮾ).
- في اللغة التايلانديةتُسمى "باك وان" (أو "باك وان بان" للتفريق عن "ميلينثا سوافيش"، وهو نبات مختلف تمامًا).
- في الفيتنامية تُسمى "راو نغوت".

## روابط خارجية
- معلومات من Leaf for Life
- ورقة حلوة
- كاتوك – سوروبوس أندروجينوس